# Narathura gesa
Narathura gesa är en fjärilsart som beskrevs av Corbet 1941. Narathura gesa ingår i släktet Narathura och familjen juvelvingar. Inga underarter finns listade i Catalogue of Life.